# Zeitwert des Geldes
Der Zeitwert des Geldes (englisch time value of money, TVM) ist ein zentraler Bestandteil der Finanzierungs- und Investitionsrechnung sowie der Finanzmathematik und basiert auf der Verzinsung des Geldes und bedeutet, dass Geld, das man heute besitzt, mehr wert ist als Geld, das man in der Zukunft besitzen wird. Anders formuliert: „Ein Euro heute ist besser als ein Euro in einem Jahr.“ Wenn man heute der Bank einen Betrag Geldes überlässt, wird dieser Betrag in einem Jahr zuzüglich Zinsen zurückgezahlt. Wenn man den gleichen Betrag allerdings erst in einem Jahr erhält, muss man auf die Zinsen verzichten. Volkswirtschaftlich ist dieser Zusammenhang als Opportunitätskosten bekannt.
Diese Präferenz resultiert maßgeblich aus der Unsicherheit über zukünftige Zahlungen, die durch Bankrott und Inflation entsteht: Geld, das wir heute besitzen, ist sicher, während es nicht sicher ist, dass wir das Geld in Zukunft zurückbekommen oder wie viel wir damit kaufen können. Das Zeitwertkonzept ist Grundlage für die Ermittlung von Bar- und Endwerten.

## Zukünftiger Wert des Geldes (Endkapital)
Um zu erfahren, wie viel 100 Euro heute in sechs Jahren bei einer Verzinsung von 5 % p. a. wert sind, verwendet man folgende Formel:
{\displaystyle K_{n}=K_{0}(1+i)^{n}=100(1+0{,}05)^{6}=134{,}01}

## Heutiger Wert zukünftiger Einnahmen (Barwert)
Um zu erfahren, wie viel 100 Euro in sechs Jahren bei einem Zinssatz von 5 % heute wert sind, verwendet man folgende Formel:
{\displaystyle K_{0}={\frac {K_{n}}{(1+i)^{n}}}={\frac {100}{(1+0{,}05)^{6}}}=74{,}62}
Das bedeutet, dass man zum jetzigen Zeitpunkt den Betrag von 74,62 € bei einem Zinssatz von 5 % anlegen müsste, um in 6 Jahren auf 100 € Endwert (Endkapital) zu kommen.

## Investitionsrechnung
In der Investitionsrechnung wird die Bedeutung dieses Konzepts besonders klar. Bei den statischen Verfahren wird der Zeitwert vollständig ignoriert, wodurch sich nur unvollständige Aussagen über den Wert einer Investition machen lassen und die damit zu wirtschaftlich falschen Entscheidungen führen.
Man kann diesen Zusammenhang an einem einfachen Beispiel unter Vergleich der Amortisationsrechnung (statisches Verfahren) und der Kapitalwertmethode (dynamisches Verfahren) verdeutlichen. Angenommen, es stehen die beiden folgenden Projekte zur Auswahl, wobei sie das gleiche Risiko aufweisen und die Opportunitätskosten des Kapitals (Kalkulationszinssatz) einheitlich 10 % betragen:
| Projekt | {\displaystyle C_{0}} | {\displaystyle C_{1}} | {\displaystyle C_{2}} | Amortisationszeit | Kapitalwert bei 10 % |
| A       | −4.000                | +1.000                | +3.600                | 2                 | −116                 |
| B       | −4.000                | +3.600                | +1.000                | 2                 | +99                  |

Beide Projekte weisen die gleiche Amortisationszeit auf, d. h. das eingesetzte Kapital ist bei beiden Investitionen in der gleichen Zeit amortisiert (zurückgezahlt). Sie sind also gleich sinnvoll, da es keine Rolle spielt, zu welchem Zeitpunkt und in welcher Höhe die Rückzahlungen erfolgen solange der gesamte Rückfluss in der gleichen Zeit erfolgt. Wird jedoch der Zeitwert des Geldes einbezogen (je früher die Zahlung, desto besser) wird deutlich, dass Projekt B ökonomisch sinnvoller ist, da es den höheren Kapitalwert (heutiger Wert der abgezinsten Zahlungsströme) aufweist. Projekt A ist aus Sicht der Kapitalwertmethode aufgrund des negativen Wertes vollständig abzulehnen.

## Anwendung
Der Zeitwert als universelles Konzept zur Bewertung von Zahlungsströmen ist die Grundlage für das gesamte moderne Finanzwesen einschließlich aller Staatsfinanzen sowie der Bank- und Versicherungsgeschäfte. Es findet genauso Anwendung im Waren- und Wertpapierhandel wie auch bei einfachen Zinsrechnungsproblemen, der Projektkostenrechnung nach dem Discounted Cash-Flow-Verfahren und zahllosen mehr.